# 11 Pułk Piechoty (PSZ)
11 Pułk Piechoty (11 pp) – oddział piechoty Wojska Polskiego we Francji.

## Formowanie i zmiany organizacyjne
Prace organizacyjne mające na celu ustalenie wstępnej obsady oficerskiej 11 pułku piechoty wchodzącej organizacyjnie w skład 4 Dywizji Piechoty rozpoczęto 19 kwietnia 1940 we francuskim obozie wojskowym Les Sables-d′ Ollone, a od 15 maja 1940 w ośrodku Parthenay. 22 maja 1940 roku Naczelny Wódz rozkazem nr 415/Tj.O.I./40 polecił formować 4 Dywizję Piechoty, a w jej składzie 11 pułk piechoty. Z dniem 24 maja 1940 kadra pułku ponad 120 oficerów i podoficerów gotowa była na przyjęcie poborowych z Francji i nielicznych ochotników, którzy przedarli się z terenu Polski. Od 3 czerwca do pułku zaczęli przybywać pierwsi rekruci z emigracji, byli to w większości poborowi starszych roczników. Ogółem od 3 do 14 czerwca 1940 do pułku wcielono ok. 1 000 żołnierzy. Rekrutów w większości umundurowano, ale pułk nie otrzymał prawie żadnego wyposażenia i środków transportu. Jako broń przydzielono kilkadziesiąt sztuk archaicznych czarno prochowych karabinów (cała dywizja otrzymała 260 szt.) 11 mm Gras mle 1874 i 600 szt amunicji do nich. W trakcie prac organizacyjnych nad formowaniem, pułk 17 czerwca 1940 na rozkaz Ministra Spraw Wojskowych przewieziono, do miejscowości Saintes przy ujściu Loary. 18 czerwca pułk podjął marsz do portu La Pallice w pobliżu portu w La Rochelle. Podczas przygotowań do wymarszu władze francuskie pozbawiły 11 pułk posiadanej przez niego broni. Skąd po zwolnieniu 80% żołnierzy z emigracji z Francji, na brytyjskim węglowcu "Abderpool", w dniach 19-20 czerwca, reszta pułku wraz z innymi żołnierzami 4 DP oraz innych oddziałów odpłynęła do Wielkiej Brytanii.

## Żołnierze pułku
- Dowódcy pułku[4]

ppłk piech. August Emil Fieldorf
ppłk piech. Józef Mordarski
- szef sztabu - mjr dypl. piech. Wojciech Korsak[5]
- dowódca I batalionu - ppłk piech. Józef Mordarski, kpt. Jerzy, Hieronim Koczay[5]
- dowódca II batalionu - ppłk piech. Otton Paweł Zieliński[5]
- dowódca III batalionu - mjr piech. Aleksander Nowaczyński[5]
- dowódca kompanii – kpt. piech. Stanisław Malik